# Indicatif régional 573

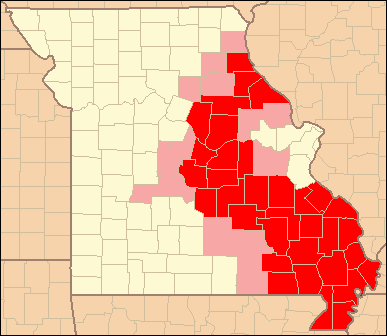
Indicatif régional 573 (rouge: complètement en 573, rose: partiel).

L'indicatif régional 573 des États-Unis dessert la majeure partie de la moitié est du Missouri, en dehors de Saint-Louis. Il s'étend sur la moitié de la largeur de l'État, avec la pointe nord-est près du coin nord-est de l'État, le Lac des Ozarks à la pointe ouest et Doniphan comme pointe sud-ouest. Il dessert également tout le sud-est du Missouri (y compris la région du Missouri Bootheel) et les zones adjacentes au fleuve Mississippi. Il a été créé le 7 janvier 1996 en tant que scission de l'indicatif régional 314.

## Principales villes desservies par l'indicatif
Le code régional 573 comprend les villes suivantes :
- Annapolis ;
- Arcadia ;
- Ashland ;
- Belgrade ;
- Belle ;
- Belleview ;
- Berryman ;
- Blackwell ;
- Bloomsdale ;
- Bonne Terre ;
- Boss ;
- Bourbon ;
- Bunker ;
- Cadet ;
- Caledonia ;
- Camdenton ;
- Cape Girardeau ;
- Caruthersville ;
- Centre ;
- Centerville ;
- Centralia ;
- Chamois ;
- Charleston ;
- Cherryville ;
- Climax Springs ;
- Columbia ;
- Cuba ;
- Davisville ;
- Des Arc ;
- Desloge ;
- Dexter ;
- Doolittle ;
- Eldon ;
- Ellington ;
- Emden ;
- Farmington ;
- Festus ;
- Flat River ;
- Fredericktown ;
- Fulton ;
- Gerald ;
- Glover (en) ;
- Greenville ;
- Hallsville ;
- Hannibal ;
- Hayti ;
- Hermann ;
- Irondale ;
- Ironton ;
- Jackson ;
- Jefferson City ;
- Kennett ;
- Kingdom City ;
- Lake Ozark ;
- Leasburg ;
- Léchage ;
- Linn ;
- Meta ;
- Mexique ;
- Monroe City ;
- Montgomery City ;
- New Bloomfield ;
- New Florence ;
- Newburg ;
- Olympian Village ;
- Osage Beach et environs ;
- Owensville ;
- Paris ;
- Park Hills ;
- Perryville ;
- Philadelphie (en) ;
- Piémont ;
- Pilot Knob ;
- Poplar Bluff ;
- Potosi ;
- Reynolds ;
- Richwoods ;
- Rocheport ;
- Rolla ;
- Salem ;
- S helbina ;
- Sikeston ;
- St. Elizabeth ;
- St. James ;
- St. Robert ;
- Ste. Genevieve ;
- Steelville ;
- Sullivan ;
- Tuscumbia ;
- Valles Mines ;
- Van Buren ;
- Viburnum ;
- Waynesville.